# Ion I. Brătianu
Ion I. Brătianu (n. 19 aprilie 1939, București, Regatul României) este un fost deputat român în Legislatura 1990–1992.
Bunicul său a fost generalul Constantin I. Brătianu, tatăl său a fost colonelul Ion C. Brătianu, iar mama sa era Agripina Stratulat. La vârsta de 7 ani, după moartea tatălui, a rămas în grija unchiului său, Constantin (Bebe) Brătianu. A plecat din România în 1974, fiind stabilit mai întâi în Franța, apoi în Canada. S-a întors în România în februarie 1990, iar în aprilie 1990 a înființat partidul "Uniunea Liberală Brătianu". Tot în anul 1990, acesta a înființat Fundația Culturală Ion I. Brătianu.